# Сульфур-бей
Сульфур-Бей (Сірчана затока) — затока на східній стороні острова Танна у Вануату. Поруч знаходиться гора Ясур, яку називають найдоступнішим вулканом у світі.

## Історія
Сульфур-бей була першою частиною острова, яку відвідали жителі Заходу, коли сяйво гори Ясур привернуло Джеймса Кука в 1774 році.
Цей район є центром культу карго Джона Фрума, руху, який вірить, що їхній рятівник, американський військовослужбовець Другої світової війни, живе в Ясурі зі своїми людьми.